# 性霊集
『性霊集』（しょうりょうしゅう）は、空海（弘法大師）の漢詩文集。10巻。編者は弟子の真済。成立年不詳。

## 概要
正しくは『遍照発揮性霊集』（へんじょうほっきしょうりょうしゅう）。空海の詩、碑銘、上表文、啓、願文などを弟子の真済（しんぜい）が集成したもので、10巻からなる。正確な成立年は不明だが、遅くとも空海が没した承和2年（835年）をさほど下らない時期までに成立したとみられ、日本人の個人文集としては最古。10巻中・巻八〜巻十の3巻分は早期に散逸した。
現行の『性霊集』巻八〜巻十は、承暦3年（1079年）、仁和寺の済暹が空海の遺文を編んだ『続遍照発揮性霊集補闕鈔』3巻である。なお、済暹の『補闕鈔』は、散逸した巻八〜巻十そのものの復元を図ったものではなく、後世の偽作と今日では判定されている作品もいくつか含んでいる。

## 編纂
『性霊集』の序文によれば、真済は、師空海が一切草稿を作らず、その場で書き写しておかなければ作品が失われてしまうため、空海作品を後世に伝えるべく、自ら傍らに侍して書き写し、紙数にして約500枚に及ぶ作品を収集した。そして、これに唐の人々が師とやりとりした作品から秀逸なものを選んで加え、『性霊集』10巻を編んだという。一般的には、『性霊集』の編纂過程は、この序文の内容に即して理解されている。
しかしながら、真済が15歳で出家し空海に弟子入りしたのは 弘仁5年（814年）なのに、入唐時などそれ以前の作品も『性霊集』に多数収録されている。序文には、真済が書写する以前の作品がどのように収集されたのか、説明されていない。
飯島太千雄は、空海が入唐時から、将来の文集編纂を企図して自らの作品の写しを取っていたほか、個々の作品に表題を付して10巻に編む最終的な編纂作業にも関与していたと推定している。巻五の収録作品と同じものが単体の巻子本として伝存する「越州節度使に請ふて内外の経書を求むる啓」「本国の使に与へて共に帰らんと請ふ啓」は、筆跡などから空海真跡の控文と判定でき、さらに余白に付された表題も空海真跡とみられ、最終的な編纂作業に空海が関与していたことが窺えるという。
空海は24歳のときに著した処女作『聾瞽指帰』の序文で、従来の中国と日本の文学を痛烈に批判し、文学における芸術性と真理の両立を理想として掲げている。そして、その文学改革の志は、『性霊集』巻一の冒頭「山に遊んで仙を慕ふ詩」の序でも表明されている。文学の改革者たらんとしていた空海が、自らの作品を後世に残そうとしなかったはずがないし、収録作品の選択や配列といった最終的な編纂作業に、空海が関与していた
可能性も十分考えられよう。

## 成立
『性霊集』の真済編纂分である巻一から巻七までのうち、年代の明らかな作品で最も新しいのは、天長5年2月27日（828年3月17日）の「伴按察平章事が陸府に赴くに贈る詩」（巻三）である。弘仁14年1月20日（823年3月6日）の日付をもつ「酒人内公主の為の遺言」（巻四）を、酒人内親王が没した天長6年8月（829年9月）のものとし、これを下限とする説もある。いずれにせよ、『性霊集』は年代順でなく作品の種類別に編集されているので、失われた巻八〜巻十により年代の新しいものがあった可能性は乏しく、天長5、6年（828、829年）が下限と見られる。それが想定できる成立年代の上限となる。
成立年代をめぐる主な説は以下のとおり。
- 天長7年11月（830年12月）〜9年3月（832年4月）の間[3]

『性霊集』は真済と空海の共同編集であるとの見地から、高雄山で真済が空海から密教の奥義を授けられた（その記録が『高雄口訣』といわれる）と伝えられる期間に編纂されたとするもの。
- 天長9年（832年）から承和2年3月（835年4月）の間で空海在世中[4]

序文に「西山禅念沙門真済撰」とあることから、真済が高雄山=西山に住した天長9年以降とし、「執事年深くして、未だその浅きを見ず」とあることから、現に真済が空海に師事していた間、すなわち空海存命中とするもの。
- 承和2年3月（835年4月）の空海入滅直後[6]

序文に「謂ゆる第八の折負たる者は吾が師これなり」とあり、空海を密教の第八祖としていること、「大遍照金剛」と空海を尊称していることから、空海没後とするもの。

## 補注
1. ↑  飯島太千雄「空海真跡の控文の出現で判明した『性霊集』の成立事情」（『密教文化』149号、1985年）
2. ↑  『日本紀略』天長5年2月27日（828年3月17日）条による
3. ↑  飯島・前掲論文
4. ↑  渡辺照宏・宮坂宥勝校注『三教指帰・性霊集 日本古典文学大系71』解説（岩波書店、1965年）
5. ↑  この点に関して飯島の論考では、天長9年は空海から高雄山を譲られた年であり、それ以前から真済は高雄山に住していたので不当とする
6. ↑  勝又俊教「遍照発揮性霊集と高野雑筆集」（『豊山教学大会紀要』2、1974年）、『定本 弘法大師全集』第8巻（密教文化研究所、1996年）の『性霊集』解説